# Time to Be Free
Time to Be Free é o primeiro álbum de estúdio de Andre Matos em sua carreira solo, lançado em agosto de 2007.
A canção "Rio" foi nomeada a melhor canção de Heavy Metal de 2007 no Worldwide Prize Music Awards 2008.
O álbum foi produzido por Roy Z e mixado por Sascha Paeth.

## Faixas
Todas as letras por Andre Matos exceto "Separate Ways (Worlds Apart)" por Jonathan Cain e Steve Perry.
1. "Menuett" (Andre Matos) - 0:48
2. "Letting Go" (Andre Matos; Hugo Mariutti; Luis Mariutti; Pit Passarell) - 6:04
3. "Rio" (Andre Matos; Hugo Mariutti) - 6:00
4. "Remember Why" (Andre Matos; Pit Passarell) - 5:55
5. "How Long (Unleashed Away)" (Andre Hernandes; Andre Matos; Hugo Mariutti; Roy Z) - 4:50
6. "Looking Back" (Andre Matos; Hugo Mariutti) - 4:56
7. "Face the End" (Alberto Rionda; Andre Matos) - 5:12
8. "Time to Be Free" (Andre Matos; Hugo Mariutti; Luis Mariutti) - 8:33
9. "Rescue" (Andre Matos; Hugo Mariutti; Luis Mariutti) - 5:58
10. "A New Moonlight" (Andre Matos) - 8:57
11. "Endeavour" (Andre Matos; Fábio Ribeiro) - 7:02
12. "Separate Ways (Worlds Apart)" (Jonathan Cain; Steve Perry) (Cover de Journey) [Bônus CD Japonês] - 5:13

## Posições nas paradas musicais
| Parada musical (1993)                    | Melhor posição |
| ---------------------------------------- | -------------- |
| Japão - Oricon Total Album Sales         | 62             |
| Japão - Oricon International Albums Char | 2              |
| França - SNEP Top 150 Best Sold Albums   | 173            |
| Rússia - RMC Russia Top 25. Albums       | 4              |

## Créditos
- Andre Matos - vocais e piano
- André Hernandes - guitarra
- Hugo Mariutti - guitarra
- Luis Mariutti - baixo
- Rafael Rosa - bateria
- Fábio Ribeiro - teclado